# Wojskowe Mistrzostwa Afryki Zachodniej w Boksie 2003
Wyniki zawodów bokserskich, które rozgrywane były w dniach: 24–28 marca 2003 roku w malijskim  mieście Bamako.

## Medaliści
| Kategoria wagowa              | Złoto             | Srebro                 | Brąz                                  |
| Waga papierowa (-48 kg)       | Kassim Diallo     | Amadou Diallo          | Sadouba Soulama                       |
| Waga musza (-51 kg)           | Saroudia Camara   | Samba Diarra           | Saoudou Bikako Housseni Kafando       |
| Waga kogucia (-54 kg)         | Ibrahima Keita    | Alexis Boureima Kaboré | Kassim Camara Aboubacar Issaka Daboré |
| Waga piórkowa (-57 kg)        | Mamadou Samba Bah | Kassim Traoré          | Djibril Kandji                        |
| Waga lekka (-60 kg)           | Dramane Sidibé    | Abdoulaye Keita        | Saidou Bandé Daniel Lassayo           |
| Waga lekkopółśrednia (-64 kg) | Kemoko Keita      | Sekou Koulibali        | Germain Oue Abdoul Touré              |
| Waga półśrednia (-69 kg)      | Amadou Konde Opa  | Bangaly Camara         | El.Camara                             |
| Waga średnia (-75 kg)         | Moussa Keita      | El Hadji Djibril Fall  | Sekou Barry Amadou Zongo              |
| Waga półciężka (-81 kg)       | Jules Kaboré      | Barry Mamadou Samba    | Samuel Simbo                          |
| Waga ciężka (-91 kg)          | Moussa Konaté     | Aboubacar Sanou        | Issa Cissé                            |
| Waga super ciężka (+91 kg)    | Lamarana Conde    | Konimba Sissoko        | Aly Sidibe                            |